# Islamski kulturni centar u Sisku
Islamski kulturni centar u Sisku, džamija i vjersko-kulturna ustanova u Sisku.

## Povijest
Sisak kao industrijski grad privukao je veliki broj muslimana iz Bosne i Hercegovine koji su po etničkoj pripadnosti Bošnjaci. U Sisak su dolazili posebno Bošnjaci iz iz zapadnog dijela Bosne, s područja Unsko-sanske županije koja graniči sa Sisačko-moslavačkom županijom. Bošnjaci se zapošljavaju najviše u sisačkoj Željezari te u nekoliko industrijskih tvrtki. Porastom broja bošnjačkog stanovništva, krajem 1960-tih godina javlja se potreba za organiziranjem vjerskog života te je 1967. godine osnovan prvi Džematski odbor Islamske zajednice, a 1974. godine kupljena je kuća koja je prenamijenjena za mesdžid, mekteb i imamski stan. Do gradnje centra prostorije Medžlisa Islamske zajednice u Sisku nalazile su se desetljećima u kući na periferiji Siska, gdje je vjerski opsluživano 2500 vjernika u Sisku i 4000 u Sisačko-moslavačkoj županiji, gdje žive tri generacije.
Bio je to jedini prostor gdje su se mlade i starije generacije Bošnjaka okupljale, jedino mjesto gdje su djeca pohađala mekteb, poučavala propisima vjere, kur’anskom pismu te moralnom ponašanju u kući, obitelji i društvu. Najteži period bio je tokom Domovinskog rata kada je mesdžid bio blizu prve linije obrane od neprijatelja.
Godine 2006. Mešihat Islamske zajednice u Hrvatskoj kupuje zemljište za izgradnju džamije u naselju Caprag, dijelu grada gdje živi najveći broj bošnjačke populacije. Iako je zemljište kupljeno, bilo je u suvlasničkom odnosu ½ s Republikom Hrvatskom što je Islamsku zajednicu sprečavalo da započne s gradnjom džamije. Godine 2007. Medžlis Islamske zajednice je proveo Natječaj za izradu idejno-urbanističkog rješenja Islamskog centra te je jednoglasno prihvaćeno idejno rješenje projektantske kuće FORUM d.o.o. iz Zagreba, autora Faruka Muzurovića.
Godine 2008. godine Vlada Republike Hrvatske na svojoj sjednici donijela je Rješenje o podjeli suvlasničke zajednice između Republike Hrvatske i Islamske zajednice u Hrvatskoj koja je postala potpuni vlasnik 1/1 zemljišne parcele od 23.667 m². Kroz ovu Odluku najvišeg zakonodavnog tijela, projekat gradnje džamije u Sisku dobio je i najvišu državnu potporu kao projekat od državnog interesa.  U 2015. godini započeli su prvi konkretni radovi na zemljištu kroz fazu čišćenja i krčenja zemljišta od raslinja, drveća i različitog otpada.
Godine 2016. godine ishodovana je građevinska dozvola. Svečano potpisivanje ugovora o gradnji Islamskog kulturnog centar u Sisku, bilo je 15. svibnja 2017. godine u Sisku. To je treći islamski centar u Hrvatskoj, pored onih u Zagrebu i Rijeci i šesta džamija, računajući onu iz Gunji koja je danas najstarija u Hrvatskoj. Vrijednost ulaganja je 50,9 milijuna kuna. U vrijeme potpisivanja bio je jedini vjerski objekt koji je zbog svog sadržaja od Vlade RH proglašen objektom od društvenog interesa.
Pri gradnji centra namjera je pokušati postići da Sisak putem raznolikih aktivnosti u novoj građevini postane "prijateljsko" odredište za ulagače iz dominantno muslimanskih dijelova svijeta, primjerice, s turskom razvojnom agencijom Tika.
Islamski kulturni centar bit će džamija i imat će i druge društvene sadržaje potrebnih Sisku, koji će dobiti i novu vizuru. U okviru Centra bit će omladinski klub, dvorana, učionice, knjižnica s čitaonicom, stanovi za imame, sobe za goste, uredske prostorije. Uz glavno ulagača, izdašnu financijsku potporu dale su neke islamske zemlje, kao kuvajtski emir s pola milijuna dolara, pomoć je obećao i turski Ureda za vjerske poslove.

## Vanjske poveznice
- Islamska zajednica u Hrvatskoj  Arhivirana inačica izvorne stranice od 1. svibnja 2018. (Wayback Machine) Sisak